# Ricardo Diaz Mendoza (actor)
Ricardo Diaz Mendoza (Naucalpan, 26 de junio de 1986) es un actor de cine, televisión, y acróbata mexicano.

## Carrera
Mendoza nació en Naucalpan de Juárez, Estado de México. Comenzó a trabajar en el circo a los 14 años. Alrededor de la misma época comenzó a concentrarse en la gimnasia artística en la Universidad Nacional Autónoma de México (UNAM). Se especializa en teatro y aerodanza. Su primer gran proyecto fue de la mano de Mel Gibson con la película Apocalypto (2006), cinta nominada a tres premios Óscar.
Continuó su carrera como actor participando en proyectos como Jaguar (2011), Yencuic Tlahuizcalehua: Nuevo Amanecer (2015), Cuilli & Macuilli, Quetzal (2016) y Los hijos del jaguar (2019).

## Filmografía
- Apocalypto (2006) como Roca Cortada.[6]
- El canto del Zenzontle (2010).
- Jaguar (2011) como Guerrero Maya.
- Yencuic Tlahuizcalehua: Nuevo Amanecer (2015) como Ocelot.
- Kin (2015).
- Quetzal (2016) como Kabil.
- El recluso (2018).
- Forajido (2018)
- Sin miedo a la verdad (2018).
- Cuilli & Macuilli, los hijos del Jaguar (2019) como Ocelhuitl.
- Sitiados México (2019).
- Hernán: la serie (2019).
- Vecinos (2005-presente)
- Lacandona